# Binary Domain
Binary Domain — шутер від третьої особи, розроблений Ryu Ga Gotoku Studio та виданий Sega. Гра випущена для PlayStation 3 і Xbox 360 у лютому 2012 року та для Windows у квітні 2012 року. У ній використовується інноваційна технологія керування персонажами за допомогою голосу.
Сюжет Binary Domain описує кіберпанкове майбутнє. Загін спецпризначенців, очолюваний Деном Маршаллом, повинен проникнути до штаб-квартири японської корпорації, щоб затримати творця роботів, яких неможливо відрізнити від людей.

## Ігровий процес

### Однокористувацька гра
У Binary Domain потрібно керувати головним героєм, спецпризначенцем Деном Маршаллом, який бореться разом зі своїми напарниками проти роботів. Система ушкоджень дозволяє відстрілювати роботам частини тала та броні. Ден може нести 4 види зброї: вогнепальну та гранати. Якщо він підбирає трофейну зброю, то вона змінює ту, яка в цей час у руках героя. Іноді пропонується взяти потужну важку зброю чи займати стаціонарні вогневі точки. Крім того він здатен накопичувати електричний заряд, який знищує ворогів поблизу. В боях Ден заробляє кошти, які можна витратити в торгових автоматах. У них пропонується придбати аптечки, боєприпаси, вдосконалення для зброї та «наномашини». Як головний герой, так і напарники, мають 6 комірок для екіпірування наномашин, які збільшують їхні запас здоров'я, захист, здатність до ухиляння та швидкість перезарядження зброї, максимальну кількість аптечок і зброї.
Персонажі володіють запасом здоров'я і коли він вичерпується, втрачають боєздатність: можуть повільно повзати та стріляти лише з пістолета. За допомогою аптечки вони повертаються в стрій, або можуть покликати напарника, щоб він скористався власною аптечкою, якщо не мають своєї.
У грі діє інноваційна технологія керування напарниками за допомогою голосових команд через мікрофон гарнітури чи системи Kinect. ШІ гри здатний розпізнавати шість мов, включаючи англійську та японську. Якщо гравець не має мікрофона, то може обирати з геймпада чи клавіатури варіанти команд на екрані в ключові моменти гри.
Розвиток сюжету варіюється згідно з «системою наслідків». Залежно від того, як Ден відповідає на репліки напарників, кого з них бере на завдання, та наскільки сміливо поводиться, напарники змінюють свою довіру до нього. Це впливає на деталі сюжету та поведінку під час боїв. Прихильний персонаж з вищою ймовірністю заступиться за Дена в складній ситуації. Фінал гри визначається рівнем довіри учасників загону до гравця.
Ворожий штучний інтелект у Binary Domain пристосовується до ситуації. Наприклад, роботи можуть працювати разом у групах, щоб обступити позицію гравця або кидати осколкові гранати, якщо гравець занадто довго перебуває на одному місці. Існують етапи, на яких гравцеві потрібно керувати механізмами, як-от вантажні крани, та уникати перешкод під час стрімкого руху.

### Багатокористувацька гра
У багатокористувацькій грі змагаються дві команди: Управління внутрішньої безпеки Міністерства внутрішніх справ і Бійці опору. Доступно декілька класів бійців. Важкий стрілець витривалий і повільний, спеціалізується на важкому кулеметі. Снайпер спритний і спеціалізується на снайперській рушниці. Спецпризначенець швидко бігає, добре володіє пістолетом-кулеметом. Підривник зосереджений на ближніх перестрілках і знищеннях одиничних цілей, вправний з дробовиком. Штурмовик швидкий і володіє потужною штурмовою гвинтівкою.
Існує 7 режимів:
- Вільна гра — гравці не діляться на команди, мета кожного учасника — здійснити найбільше вбивств інших бійців за 10 хвилин.
- Командний бій на смерть — дві команди змагаються в знищенні одна одної. Загиблі бійці відроджуються. Перемагає команда, що виграла принаймні 2 раунди з 3.
- Командне виживання — одна з команд повинна знищити іншу, загиблі не відроджуються. Перемагає команда, що виграла принаймні 2 раунди з 3.
- Операція — одна з команд повинна закласти бомбу в тилу іншої, а та відповідно — цьому перешкодити. Гра триває 3 раунди, в останньому команди міняються ролями. Загиблі бійці відроджуються.
- Підрив — одна з команд повинна закласти бомбу в тилу іншої, а та відповідно — цьому перешкодити, але кожен учасник має тільки одне життя. Бомба єдина і нападники автоматично програють, якщо її знешкоджено.
- Контроль домена — одна з команд повинна захопити 3 зони, а інша — цьому перешкодити. Гра триває 3 раунди, в останньому команди міняються ролями.
- Захоплення даних — кожна команда володіє прапором, мета — захопити ворожий прапор і принести його на свою базу. Гра триває 10 хвилин, перемагає та команда, що захопила ворожий прапор найбільше разів.

## Сюжет
Дія відбувається в 2080 році. Через глобальне потепління рівень світового океану підвищився і численні міста були затоплені. Це змусило уряди країн будувати нові міста над ватерлінією за допомогою роботів. Американська компанія Bergen контролювала більшість світової робототехнічної промисловості. Японська корпорація Amada, розробниця передового штучного інтелекту, здатного зрівнятися з людським, звинуватила Bergen у крадіжці її розробок, але програла суд. Було ухвалено «Нову Женевську конвенцію», що забороняла розробку роботів, яких не можна відрізнити від людей, так званих «порожнистих дітей». Більшість країн світу погодилися підписати конвенцію. Організація International Robotics Technology Association (IRTA) створила групу спецпризначенців «Rust Crews» для боротьби проти порушення конвенції.
Невідомий чоловік нападає на штаб-квартиру Bergen у Детройті, звинувачуючи компанію в брехні. Він зриває з обличчя шкіру і під нею виявляється робот. Нападника застрелюють і це обговорюють на засіданні уряду США. Один з присутніх генералів теж виявляється роботом, сам не знаючи про це, і його вбивають. IRTA вважає, що такого робота міг створити лише засновник корпорації Amada, Йоджі Амада. Для його арешту «Rust Crews» відряджають до Японії.
Спершу Ден Маршалл і «Великий Бо» таємно проникають на один з японських островів. Їх переслідує великий робот «Списоносець», якого Ден декілька разів сповільнює. Потім обоє спецпризначенців зустрічають групу мародерів, яка майже цілком складається з дітей. Ден рятує їх від робота. Потім Ден і Бо об'єднуються з рештою загону в покинутому районі Шібуї: Фей, Рейчел і Чарлі. Загін знищує «Списоносця», що продовжує їх переслідувати. Шукаючи інформатора Міфуне, «Rust Crews» стикаються з велетенським роботом «Павуком». Після бою їх зустрічає дівчина Юккі, що приводить бійців до Міфуне. Дорогою вони стають свідками того, як якудза знайшли робота, замаскованого під людину. Міфуне показує як дістатися в Верхній Токіо — крізь старі дренажні тунелі. Але за доступ до гідроциклів він хоче надто високу ціну. Несподівано нападають роботи і Юккі проводить «Rust Crews» до гідроциклів безкоштовно. Бійці покидають Шібую та опиняються за дамбою, що оточує Верхній Токіо. Вони досягають ліфта, яким підіймаються на терасу, привертаючи цим зайву увагу цивільних.
Від переслідування поліцією «Rust Crews» рятує дружній робот Кейн. Завдяки його допомозі загін досягає даху хмарочоса, з якого по тросу переправляється на сусідню будівлю. Через напад повітряних дронів Ден з Кейном і ще одним учасником загону потрапляє в потяг. Потім «Rust Crews» збирається докупи та зустрічається з Шіндо, ватажком повстанців, які борються проти встановлення Амадою «Нового Порядку». Коли вони заходять до осередку повстанців, цивільні роботи навколо несподівано стають ворожими. Бійці мусять покинути Міфуне, що прийшов на зустріч з ними. Уникнувши переслідування роботом-мотоциклом, герої опиняються біля штаб-квартири корпорації Amada.
Всередині штаб-квартири доводиться подолати робота-восьминога. Тим часом за «Rust Crews» слідує офіцер поліції Куросава. Він оточує героїв з загоном роботів, але їх вимикає Амада, що рухається на інвалідному візку. Амада змушує Кейна відчувати страждання та іронічно зауважує, що «Rust Crews» намагаються врятувати робота. Амада наказує Кейну приголомшити Дена.
Дена, Шіндо й Куросаву викидають на смітник, наповнений зламаними, проте агресивними роботами. Коли трійця зустрічає товаришів, командування доповідає, що роботи по всьому світу перейшли під контроль Амади та атакують столиці кожної країни. Майор Філіпс доручає «Rust Crews» знайти та знищити джерело сигналу, що контролює роботів. Амада запускає по штаб-квартирі ядерну ракету, але «Rust Crews» встигають знищити передатчик і зупинити роботів. Але Фей лишається в штаб-квартирі і тоді з'ясовується, що вона була народжена «порожнистою дитиною», як і тисячі інших людей. Загін повертається за Фей і знаходить муміфікований труп справжнього Амади. Тоді з'являється Амада, якого вони бачили раніше, та пояснює, що він робот. Справжній Амада, одержимий бажання створити сильний ШІ, зробив висновок, що страждання необхідні для розвитку. Тому він зробив ШІ Amada, який розвивався шляхом уникнення постійних негативних емоцій. ШІ Amada помстився, лишивши свого творця помирати в замкненій кімнаті. Потім він вирішив поширити «порожнистих дітей», які були б кращими, ніж люди, щоб вони народили гібридів-надлюдей. Ден заперечує, кажучи, що кращими людей робить не походження, а сам спосіб їхнього життя. Фей стає на бік Amada і Дену доводиться обрати, кого захистити: її чи решту загону.
Майор Філіпс прибуває в Токіо та заявляє, що ШІ треба зберегти для досягнення панування над світом. Залежно від попередніх дій, Ден з прихильними до нього напарниками обертаються проти Філіпса та його охоронців, які пілотують мехів. Ден перемагає майора та підриває мейнфрейм Amada. Філіпс застрелюється. За підсумками фінального бою, Бо, Рейчел або Кейн можуть загинути.
Директор Bergen наказує розшукати та знищити гібридів. Президент США побоюється, що гібриди згуртуються навколо Фей, тому її необхідно вбити. Якщо Ден мав хороші стосунки з Фей впродовж гри, то за якийсь час він допомагає їй боротися проти роботів і мехів, і обоє цілуються.

## Оцінки й відгуки
| Агрегатор  | Оцінка                              |
| ---------- | ----------------------------------- |
| Metacritic | PS3: 72/100 X360: 74/100 PC: 68/100 |

| Видання | Оцінка |
| ------- | ------ |
| Famitsu | 35/40  |

Binary Domain отримала позитивні відгуки критиків. На Metacritic версія для PlayStation 3 отримала середню оцінку 72/100, для версії Xbox 360 — 74/100 і для Windows — 68/100. Багато видань про відеоігри порівнювали її з Vanquish, виданою в 2010 році.
Річ Стентон для Eurogamer писав, що вороги в Binary Domain доволі міцні, а битви з босами, чий вигляд заснований на тваринах, оригінальні. В той же час набір зброї дуже стандартний, а керування голосом виконано незграбно і часом команди розпізнаються неправильно. Натомість сюжет є одним із найкращих у жанрі після Vanquish. Персонажі опиняються між битвами в смішних і милих сценах, а дизайн довкілля виконано з явними посиланнями на серію Yakuza (зробленої тією ж командою). Сюжет Binary Domain важко назвати глибоким, він містить частку відомих стереотипів, але водночас руйнує інші та використовує кіберпанкові мотиви не просто як декорації. Але багатокористувацькі режими не пропонують нічого нового в своєму жанрі та «позбавлені уяви».
Джастін Товелл у GamesRadar описав гру як старомодну, в стилі 1990-х. Вона використовує расові та етнічні стереотипи, втім, робить це для створення гумористичних ситуацій. Впродовж сюжету потрібно брати участь не тільки в перестрілках, але і в гонитвах, проте Binary Domain не досягає в цьому якості Vanquish. Ігровий процес за винятком керування голосом не надає нічого нового, та гра заохочує знищення роботів по частинах, що вносить додатковий інтерес і винагороджується коштами.
Майк Шаркі в GameSpy дав негативну рецензію, пишучи, що рівні надто одноманітні, що чергується з затягненими катсценами. Дизайн ворогів назвався нудним, а можливість віддавати накази загону необов'язковою: гру цілком можна пройти, не користуючись нею. Ще одним серйозним недоліком вказувалося неінтуїтивне керування з клавіатури. Binary Domain запозичує ідеї з фільмів «Той, хто біжить по лезу», «Термінатора», «Я, робот», ігор Mass Effect, Gears of War і Resident Evil, але їй не вдається стати чимось унікальним.
Попри переважно схвальні відгуки, гра зазнала комерційного провалу. До квітня 2012 року в Північній Америці було продано лише 20 тис. копій.
Натомість у Японії було продано 73 683 копії, що зробило її другою за продажами і вона посіла топ-20 у рейтингу продажів Media Create до третього тижня після випуску, а версія для PlayStation 3 була продана тиражем 95 364 копії до 4 березня 2012 року.
Згідно з CBR, Binary Domain — це незаслужено забута одна з найкращих ігор сьомого покоління консолей. Хоча вона багато в чому копіює Gears of War, як і майже будь-який інший шутер від третьої особи тієї епохи, проте бої в Binary Domain візуально вражають і змушують постійно змінювати позицію, що поєднано із вдалим командування загоном.